# Порядочный скандал
Порядочный скандал (итал. Uno scandalo perbene) — итальянский драматический фильм 1984 года режиссёра Паскуале Феста Кампаниле. Фильм создан по реальному судебному делу Брунери Канела, которое рассматривалось в Италии в 1927 году.

## Сюжет
В 1927 году громкую огласку в Италии получило «дело Брунери-Канела», также известное как «больной амнезией из психиатрической лечебницы в Колленьо».
После Первой мировой войны в Турине бедно одетый мужчина попал в полицейский участок за кражу на кладбище металлического горшка для цветов. Арестованный страдал амнезией и не мог вспомнить свое прошлое. Когда его фотографию опубликовали в газетах, объявилась женщина из богатой семьи, утверждавшая, что арестованный — это профессор Канела, ее муж, который пропал на войне.